# باغلاما
باغلاما (به ترکی: Bağlama) نام‌ سازی ریشه گرفته از مردم منطقه آناتولی و آذربایجان است.
این ساز در موسیقی کلاسیک عثمانی، موسیقی محلی ترکی، موسیقی ترکی قشقایی، موسیقی آذری، موسیقی کردی، موسیقی آشوری، موسیقی ارمنی، و در بخش‌هایی از سوریه، عراق و کشورهای بالکان استفاده می‌شود

## تاریخچه
باغلاما و سازهای هم‌خانوادهٔ آن در آذربایجان ایران رواج دارد. نوعی باغلامای کوچک در یونان نیز رایج است گمان می‌رود باغلاما و سازهای هم‌خانوادهٔ آن محصول تغییراتی هستند که روی قوپوز صورت گرفته‌است. به هر ترتیب باغلاما و سازهای هم‌خانوادهٔ آن نقش مهمی در انتقال فرهنگ و موسیقی ترکی به عصر حاضر ایفا کرده‌اند. این ساز در کشور ترکیه یک ساز محبوب است.
در ایران گاهی به آن ساز دیوان نیز می‌گویند؛ که از واژه فارسی ساز به معنی دستگاه و ابزار آمده‌است. اگرچه ساز به یک مجموعه از سازهای زخمه‌ای اشاره دارد. این ساز در موسیقی کلاسیک عثمانی، موسیقی محلی ترکی، موسیقی آذری، موسیقی آشوری، موسیقی ارمنی، و در بخش‌هایی از سوریه، عراق و یونان کشورهای بالکان استفاده می‌شود. ابزاری شبیه باغلاما در حفاری‌های باستان‌شناسی از سومر و هیتی در آناتولی و در آثار یونان باستان یافت شده‌است.

## ویژگی‌های ظاهری و ساختاری
سازیست زهی که با مضراب پلاستیکی یا سرانگشتان دست (شلپه – شرپه) نواخته می‌شود.

این ساز هفت سیم دارد که به سه گروه سه‌سیم، دوسیم و دوسیم تقسیم می‌شود. نوع دیگر این ساز با دسته بلندتر در ایران با نام دیوان شناخته می‌شود.
باغلاما کاسهٔ طنینی یکپارچه به شکل تقریباً نیمه‌گلابی و دسته‌ای نسبتاً طویل دارد که دستان‌ها(پرده‌ها) روی آن بسته می‌شوند. روی دهانهٔ کاسه صفحه چوبی قرار دارد و سایر اجزای سازهای این خانواده عبارت‌اند از: وترها، سیم‌گیر، خرک، شیطانک، گوشی‌ها و مضراب.

## جنس و مواد به کار رفته در ساختمان ساز
- کاسهٔ طنینی یکپارچه (گاه ترکه‌ای): چوب‌های پروانه، عرعر و ماهون.
- صفحه: چوب صنوبر، چوب‌های دیگر.
- دستان‌ها: سیم نایلونی.
- خرک:شاخ، استخوان، عاج فیل، چوب‌های سخت.
- وترها:زه یا موی دم اسب (در قدیم)، سیم فولادی.
- شیطانک و سیم‌گیر:شاخ، استخوان، عاج فیل، چوب‌های سخت.
- مضراب: چوب یا پوست درخت گیلاس یا آلبالو (در قدیم). شاخ، پر غاز و پلاستیک نرم.[۸]

## خانواده باغلاما
باغلاما در انواع و اندازه‌های مختلف (مطابق با هدف مورد نظر) ساخته می‌شود.
انواع باغلاما:
- جورا (Cura)
- تانبورا (Tanbura)
- باغلاما دسته کوتاه (Çöğür,Kısa Sap Bağlama)
- باغلاما دسته بلند (Uzun Sap Bağlama)
- ساز دیوان (Divan Sazı)
- ساز میدان (Meydan Sazı)
- باغلاما یونانی
- باغلاما الکتریکی (برقی)

## کوک‌های باغلاما
چیده‌مان سیم‌ها در باغلاما از پایین به بالا «دو، دو، سه» است. کوک‌هایی که در فهرست زیر، یاد شده‌اند، از پایین به بالا گفته شده‌اند. آن دسته از سیم‌های باغلاما که سه‌تایی در کنار هم هستند، از پایین به بالا به گونه‌ای هستند که نخست در پایین، یک سیم بم‌نواز هست که کلفت‌تر از دو سیم بالاتر از خود می‌باشد. سپس دو سیم دیگر در بالای سیم بم، بسته شده‌اند. بیشتر هنگام‌ها میانهٔ زیر و بمی سیم بم در دستهٔ سه‌تایی، با دو سیم بالاتر، شش پرده یا همان یک اکتاو است.
- کوک بوزوک یا کارا (Sol, Re, La)
- کوک باغلاما (La, Sol, Re)
- کوک مستزاد (Fa, Re, La)
- کوک میسکت (Fa#, Re, La)[۹]

## موارد و نوع استفاده
باغلاما و سازهای هم‌خانواده آن رپرتوار گسترده‌ای دارند که مقام‌های رایج در موسیقی ترکی، ارمنی ترکیه، بسیاری از مقام‌های رایج در آذربایجان ایران، ترکیه و شمال عراق را شامل می‌شود. این سازها هم به صورت تک‌نوازی و هم در همراهی با آواز و نیز در کنار سازهای دیگر در ارکسترهای مختلف مورد استفاده قرار می‌گیرند.

## مشاهیر
عاشیق ویسل، نشات ارتاش، اردال ارزنجان، از نوازندگان بنام این ساز هستند.